# Парадигма речення
Парадигма (грец. παράδειγμα, paradeigma — приклад, зразок) речення — система форм структурної схеми речення, у якій вихідною формою є ядерне речення, а похідними — його трансформації.

Сучасна синтаксична наука досліджує не лише конкретні структурні схеми речення, а й те, як такі зразки співвідносяться з іншими, яке їх місце в мовній системі. Це сприяє реалізації принципу системності синтаксичного опису. Вивчення системних видозмін і співвідношень формальних класів речень зумовило наприкінці 60-х років XX ст. появу вчення про парадигму речення (Д. Уорт, Р. Зимек, В. Грабе, П. Адамець, Т. Ломтєв, В. Храковський, Л. Мурзін, Ч. Філлмор, Б. Рассел).

У мовознавстві розглядають парадигму речення у широкому і вузькому значеннях. У широкому значенні парадигма речення — це система, що охоплює:

1) внутрішньосхемні перетворення, тобто такі, що не змінюють відмінних ознак структурної схеми речення:
Туристи їдуть поїздом — Туристи їхали поїздом — Туристи їхатимуть поїздом; Нехай туристи їдуть поїздом — Туристи їхали б поїздом;
Я їду поїздом — Ти їдеш поїздом — Він їде поїздом;

2) системні протиставлення речень однієї структурної схеми реченням інших структурних схем (міжсхемні перетворення):
Ми добре відпочивали влітку — Улітку нам добре відпочивалось;

3) протиставлення речень певного зразка іншим синтаксичним одиницям чи їх частинам:
Ми побачили море — Море, побачене нами — побачене нами море.

Отже, парадигма передбачає співвідношення речень і нареченнєвих синтаксичних одиниць.

Внутрішньосхемні перетворення. У вузькому розумінні парадигма речення репрезентується тільки внутрішньосхемними перетвореннями у межах тієї самої структурної схеми речення.

У вітчизняному мовознавстві переважає тлумачення парадигм речення у вузькому значенні — як системи його форми, що протиставляються за граматичним значенням. Тому за основу беруться граматичні значення модальності та синтаксичного часу, що реалізують загальне граматичне значення речення — предикативність. Видозміни формальної організації речення, що являють собою форми речення, створюються частковими модально-часовими значеннями. Система цих форм речення і є його парадигмою.

Модальні значення речення: виражаються синтаксичними способами:

- дійсним (індикативом): Брат читає; Надворі тихо;
- умовним: Мати ходила б; Студент учився б;
- бажальним: Якби хоч трохи відпочити; Хоча б розвиднілося швидше;
- спонукальним: Слухайте музику; Звернімо увагу на цю картину.

Парадигми, зумовлені внутрішньосхемними перетвореннями, тісно пов'язані з морфологічними і синтаксичними категоріями, тому їх називають морфолого-синтаксичними. Це такі парадигми:

- часова: Трава була зелена — Трава буде зелена; Вечоріє — Вечоріло — Вечорітиме; Ранок — Був ранок — Буде ранок;
- модальна (вона взаємодіє з часовою): Ми працюємо — Ми працювали — Ми працюватимемо; Ми працювали б; Якби ми працювали; Працюймо;
- видова (нашаровується на часову парадигму): Брат співав пісню — Брат заспівав пісню; Брат співає (співатиме) пісню — Брат заспіває пісню;
- особова: Я слухаю музику — Ти слухаєш музику — Він(вона, воно) слухає музику — Ми слухаємо музику — Ви слухаєте музику — Вони слухають музику;
- числова: Хлопчик збирає гриби — Хлопчики збирають гриби; Хлопчик збирав гриби — Хлопчики збирали гриби; Хлопчик збиратиме гриби — Хлопчики збиратимуть гриби; Хлопчик збирав би гриби — Хлопчики збирали б гриби; Хлопчику, збирай гриби — Хлопчики, збирайте гриби;
- родова: Син піклувався про батьків — Сестра піклувалася про батьків — Дівча піклувалося про батьків.

Морфолого-синтаксичні парадигми не змінюють синтаксичної структури речення, а лише граматичні категорії окремих компонентів.

Не всі речення мають повний набір форм. Деякі не мають форм бажального та спонукального способу, інші мають лише одну форму. Це, зокрема, односкладні номінативні речення з вказівними частками (ось, он, от):
Ось і наш будинок; Ось і ліс.
Це стосується також односкладних, інфінітивних речень зі значенням категоричного виявлення:
Не розмовляти! Залишити аудиторію!
Зміни видо-часово-способових форм дієслова зумовлюють видозміни речення: Ці зміни дають підставу стверджувати, що парадигма, речення — це система видо-часово-способових форм дієслова:
Оркестр грав марш — Оркестр грав марші — Оркестри грали марші; Оркестр буде грати марш- Оркестр грає марш — Хай оркестр грає марш — Хай би оркестр заграв марш.
Окрім парадигматичних змін, у простому реченні відбуваються зміни, пов'язані з можливостями повного чи неповного представлення його елементарної граматичної структури з різними зв'язками, напівповнозначними дієсловами тощо. Такі зміни називають регулярними реалізаціями простого речення. Спільним для них є те, що всі вони можуть бути зведені до вихідної форми речення:
Студент працює — Студент почав (продовжує, перестав) працювати — Студент може (повинен, хоче) працювати.
Такі регулярні реалізації визначають як деривати структурних схем, що співвідносяться зі структурними схемами речень так, як похідні основи з твірними:
ліс — лісок, студент — студентка, учитель — учителька.
Дериваційні внутрішньосхемні відношення є модифікаційними. (За К.Шульжуком).